# 餐酒
餐酒（法語：Vin de table，縮寫為TW），又譯佐餐葡萄酒、日常餐酒、普通餐酒，是葡萄酒術語。有兩個意思，可以被當成是一種葡萄酒的種類，也可以被當成是一種葡萄酒等級。

## 定義
在美國，餐酒通常被當成是一種葡萄酒種類，在加强葡萄酒或氣泡酒之外的葡萄酒，都可以被稱為餐酒。
在歐洲，餐酒是葡萄酒中的最低等級，可以搭配餐點，供日常飲用。